# وایکینگ (موتور موشک)
موتورهای موشک وایکینگ اعضای یک سری موتورهای موشک با سوخت مایع برای مراحل اول و دوم موشک آریان ۱ بودند.

## داده‌های فنی
| نسخه           | وایکینگ ۲                                  | وایکینگ 2B                               | وایکینگ ۴                                  | وایکینگ 4B                                  | وایکینگ 5C                                  | وایکینگ ۶                                   |
| -------------- | ------------------------------------------ | ---------------------------------------- | ------------------------------------------ | ------------------------------------------- | ------------------------------------------- | ------------------------------------------- |
| ارتفاع         | ۲٫۸۷ متر                                   | ۲٫۸۷ متر                                 | ۳٫۵۱ متر                                   | ۳٫۵۱ متر                                    | ۲٫۸۷ متر                                    | ۲٫۸۷ متر                                    |
| قطر            | ۰٫۹۵ متر                                   | ۰٫۹۹ متر                                 | ۱٫۷۰ متر                                   | ۱٫۷۰ متر                                    | ۰٫۹۹ متر                                    | ۰٫۹۹ متر                                    |
| جرم            | ۷۷۶ کیلوگرم                                | ۷۷۶ کیلوگرم                              | ۸۲۶ کیلوگرم                                | ۸۲۶ کیلوگرم                                 | ۸۲۶ کیلوگرم                                 | ۸۲۶ کیلوگرم                                 |
| سوخت‌ها         | تیتروکسید دینیتروژن و UDMH در نسبت ۱٫۸۶: ۱ | تیتروکسید دینیتروژن و UH به نسبت ۱٫۷۰: ۱ | تیتروکسید دینیتروژن و UDMH در نسبت ۱٫۸۶: ۱ | تیتروکسید دینیتروژن و UH 25 به نسبت ۱٫۷۰: ۱ | تیتروکسید دینیتروژن و UH 25 به نسبت ۱٫۷۰: ۱ | تیتروکسید دینیتروژن و UH 25 به نسبت ۱٫۷۱: ۱ |
| مصرف سوخت      | ۲۵۰ کیلوگرم در ثانیه                       | حدود ۲۷۵ کیلوگرم در ثانیه                | حدود ۲۷۵ کیلوگرم در ثانیه                  | ۲۷۳ کیلوگرم در ثانیه                        | ۲۴۴ کیلوگرم در ثانیه                        | حدود ۲۷۵ کیلوگرم در ثانیه                   |
| عملکرد توربین  | ۲۵۰۰ کیلو وات، ۱۰۰۰۰ دور دقیقه             | ۲۵۰۰ کیلو وات، ۱۰۰۰۰ دور دقیقه           | ۲۵۰۰ کیلو وات، ۱۰۰۰۰ دور دقیقه             | ۲۵۰۰ کیلو وات، ۱۰۰۰۰ دور دقیقه              | ۲۵۰۰ کیلو وات، ۱۰۰۰۰ دور دقیقه              | ۲۵۰۰ کیلو وات، ۱۰۰۰۰ دور دقیقه              |
| فشار خلأ       | 690 KN                                     | ؟                                        | 713 KN                                     | 805 kN                                      | 758 KN                                      | 750 KN                                      |
| فشار سطح دریا  | 611 KN                                     | 643 KN                                   | -                                          | -                                           | 678 KN                                      | ؟                                           |
| استفاده شده در | آریان ۱                                    | آریان ۲، ۳                               | آریان ۱                                    | Ariane 2 - 4                                | آریان ۴                                     | PAL (تقویت کننده مایع آریان ۴)              |